# Bornholmerrevyen
Bornholmerrevyen er en dansk revy, som har hjemme på Bornholm. Revyen spiller på Rønne Teater

## Bornholmerrevyen 1975: - Regn med sol
Medvirkende : Henning Moritzen, Lise Ringheim, Ole Monty, Steen Springborg, Lisbeth Lundquist, Ann-Mari Max Hansen
Scenograf : Søren Frandsen

## Bornholmerrevyen 1990
Medvirkede (Ikke komplet) : Niels Olsen

## Bornholmerrevyen 1998: – Mågen letter
Iscenesættelse : Waage Sandø
Medvirkede (Ikke komplet): Nina Schiøttz
Kapelmester : Lars Fjeldmose

## Bornholmerrevyen 2002: – Det blæser vi på
Iscenesættelse : Donald Andersen
Kapelmester : Lars Fjeldmose

## Bornholmerrevyen 2003: – Over stok og sten
Iscenesættelse : Lars Knutzon
Medvirkede (Ikke komplet) : Ditte Hansen
Kapelmester : Lars Fjeldmose

## Bornholmerrevyen 2004: – Røg og damp
Iscenesættelse : Finn Nielsen
Medvirkede (Ikke komplet) : Ditte Hansen
Kapelmester : Lars Fjeldmose

## Bornholmerrevyen 2005
Iscenesættelse : Lars Knutzon
Medvirkede (Ikke komplet) : Ditte Hansen
Kapelmester : Lars Fjeldmose
Koreograf: Mette Berggreen

## Bornholmerrevyen 2006: Bedre Sild end aldrig
Iscenesættelse : Ebbe Knudsen
Medvirkede: Joy-Maria Frederiksen, Pernille Sørensen, Michael Hasselflug og Gordon Kennedy
Kunstnerisk leder & Kapelmester : Lars Fjeldmose
Koreograf: Mette Berggreen

## Bornholmerrevyen 2007: En måge er også et menneske
Iscenesættelse : Ebbe Knudsen
Medvirkede: Joy-Maria Frederiksen, Pernille Sørensen, Michael Hasselflug, Gordon Kennedy og Lars Fjeldmose
Kunstnerisk leder & Kapelmester : Lars Fjeldmose

## Bornholmerrevyen 2008: Gratis øl
Medvirkede: Vicki Berlin, Birgitte Hjort Sørensen, Jonas Schmidt og Heinrich Christensen

## Bornholmerrevyen 2009: Østersøens Perler
Iscenesættelse : Martin Miehe-Renard
Medvirkende: Vicki Berlin, Özlem Saglanmak, Heinrich Christensen, Kristian Holm Joensen, Martin Miehe-Renard, Mads Strandgaard og Michael Friis

## Bornholmerreyven 2010
Medvirkede: Anne Vester Høyer, Vicki Berlin, Troels Thorsen og Anders Juul

## Bornholmerreyven 2011
Medvirkede: Kristian Holm Joensen, Sofie Stougaard, Cecilie Stenspil og Mads M. Nielsen

## Bornholmerreyven 2012
Instruktør: Gordon Kennedy
Medvirkede: Kristian Holm Joensen, Kitt Maiken Mortensen, Stine Schröder Jensen og Mads Knarreborg